# Марченко Олекса Андрійович
Олекса Марченко (5 вересня 1937, с. Яловенкове, Харківський район, Харківська область, УРСР — 20 березня 2010, Харків, Україна) — український поет. Лауреат премії ім. Олександра Олеся. Член Національної спілки письменників України (2002).

## Біографія
Марченко Олекса Андрійович народився у селі Яловенкове на Харківщині (нині у межах міста Люботина Харківської області.
По закінченні школи навчався на філологічному факультеті Харківського педінституту ім. Г. С. Сковороди. Закінчив інститут 1960 року.
Спочатку працював учителем в середній школі №124 на Салтівці. З 1966 до 1970 року викладав українську мову та літературу в середній школі №36 міста Харкова. Пізніше перейшов на роботу до редакції газети «Вечірній Харків».

Був одним із провідних співробітників і літературним консультантом. Працював разом з поетами Олександром Черевченком, Аркадієм Філатовим, Робертом Третяковим. Як журналіст, писав свої поетичні нариси про трудові будні краю прозою.
Обраний членом Національної спілки письменників України з 9.12.2002
9 березня 2003 року брав участь у акції «Повстань, Україно!» у Харкові.
У грудні 2003 року став лауреатом творчої премії виконкому Харківської міської ради у галузі літератури.

## Творчість
Автор збірок
- «Друге народження»,
- «Кровообіг»,
- «Забрость»,
- «Полюддя».

Є автором слів до відомої пісні В'ячеслава Корепанова «Харків моя любов».
Писав вірші українською ї російською мовами.
Поет Казаков Анатолій Сергійович присвятив йому коротенького вірша
Лауреат премії ім. Олександра Олеся.

Вийшли друком:
- Полюддя / Марченко Олекса Андрійович. — Харків : Поліком, 2000. — 160 с.
- Забрость : поезії / Олекса Марченко. — Харків : Слобожанщина, 2005. — 343 с. ISBN 966-7814-07-6